# Seasteading

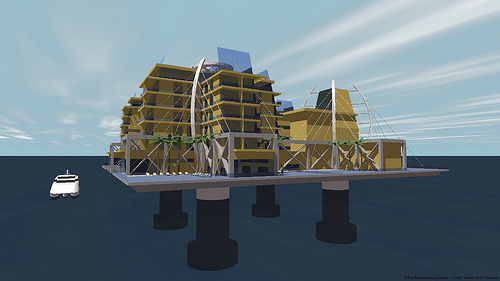
Seastead, o plataforma habitable, diseñada para el Seasteading Institute. "ClubStead".

El seasteading o colonización marina (contracción de sea, mar, y homesteading, colonización) es un concepto de creación de viviendas permanentes en el mar, llamadas seasteads, fuera de los territorios reclamados por los gobiernos de cualquier nación en pie.
La mayoría de seasteads propuestos son buques crucero modificados, plataformas marinas readaptadas e islas flotantes hechas a medida, mientras algunos de los sistemas de gestión propuestos guardan parentesco con el de ciudad-Estado. Hasta el momento no se ha creado un estado en alta mar que haya sido reconocido como una nación soberana, aunque el Principado de Sealand es una micronación en disputa constituida en una plataforma marina abandonada cerca de Suffolk, Inglaterra. Lo más parecido a un seastead que se ha construido hasta ahora son grandes naves de alta mar que a veces se llaman "ciudades flotantes" y pequeñas islas flotantes.

## Aspecto legal
Fuera de la Zona Económica Exclusiva de 200 millas náuticas (370 km), que los países pueden reclamar de acuerdo con la Convención de las Naciones Unidas sobre el Derecho del Mar, en alta mar no se está sujeto a las leyes de nación soberana alguna que no sea la bandera bajo la cual un barco navega (ver aguas internacionales). Algunos ejemplos de organizaciones que utilizan esta posibilidad son Women on Waves, que permite abortos a las mujeres en los países donde la terminación de los embarazos están sujetos a estrictas leyes, y las estaciones de radio piratas navegando por el mar del Norte durante los años sesenta (como Radio Caroline). Al igual que estas organizaciones, un seastead podría ser capaz de aprovecharse de las leyes y reglamentos más flexibles que existen fuera de la soberanía de las naciones, y tener en gran medida un autogobierno.

## The Seasteading Institute

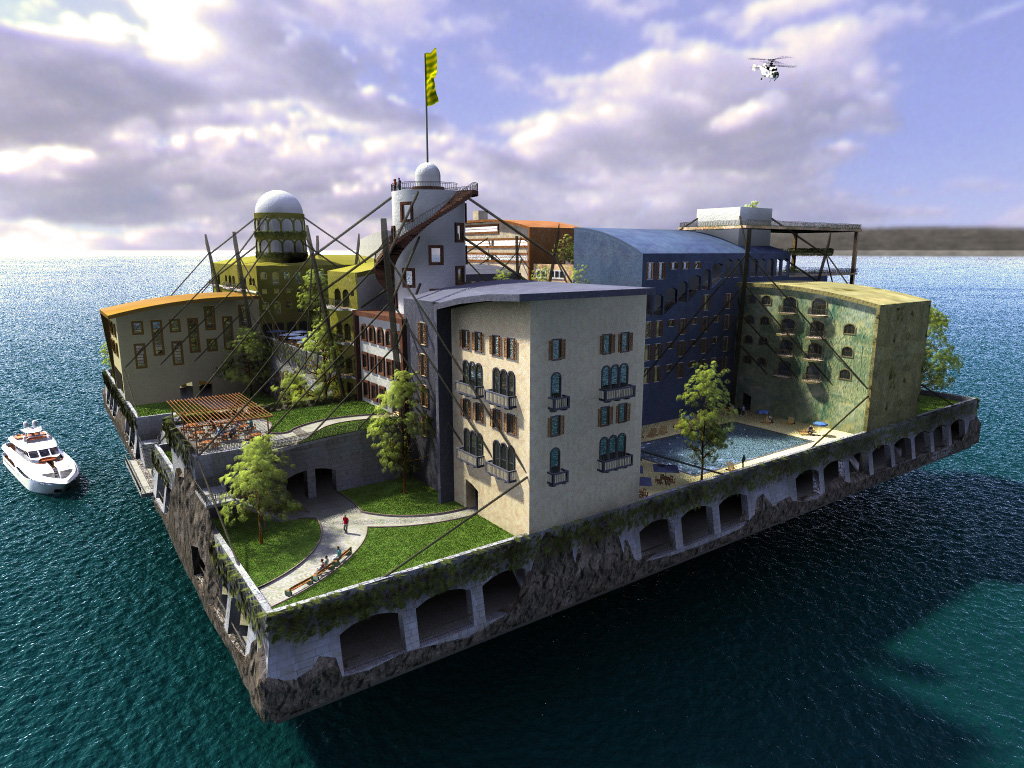
"The Swimming City" de András Gyõrfi. Diseño de seastead para el Seasteading Institute.

El Seasteading Institute, fundado por Wayne Gramlich y Patri Friedman el 15 de abril de 2008, es una organización formada para facilitar el establecimiento de comunidades autónomas flotantes sobre plataformas marítimas operando en aguas internacionales. El artículo de Gramlich de 1998 "SeaSteading. - Homesteading en alta mar", describe el concepto de steading asequible, y atrajo la atención de Friedman con su propuesta de proyecto de pequeña escala. Los dos comenzaron a trabajar juntos y registraron su primer "libro" colaborativo en línea en 2001, que explora aspectos del seasteading, desde la eliminación de residuos hasta los pabellones de conveniencia.
El proyecto tuvo la exposición mediática en 2008 después de haber llamado la atención del fundador de PayPal Peter Thiel, que invirtió USD 500 000 en el instituto y desde entonces ha hablado en nombre de su viabilidad, y más recientemente en su ensayo "La educación de un libertario" publicado en línea por Cato Unbound. El Seasteading Institute ha recibido la atención de los medios, como CNN, la revista Wired, y la revista Prospect. "Cuando Seasteading se convierta en una alternativa viable, el cambio de un gobierno a otro sería un asunto navegar hacia otro inclusive sin siquiera salir de su casa", dijo Friedman en la primera conferencia anual Seasteading.